# Niels Krabbe
Niels Kaare Krabbe (nascut l'1 de juliol de 1951) és un ornitòleg i conservacionista d'ocells durant molts anys amb seu al Departament de Vertebrats del Museu Zoològic de la Universitat de Copenhaguen i tutoritzat per Jon Fjeldså. Els seus interessos de recerca inclouen diversos aspectes de l'ornitologia, especialment la bioacústica, la conservació i la sistemàtica variabilitat altitudinal dels Scytalopus tapaculs. Ha treballat àmpliament als Andes, especialment a l'Equador i va escriure la secció de passeriformes de Birds of the High Andes (1990) i els relats de la majoria d'espècies andines a Threatened Birds of the Americas (1992). Ha ajudat a crear una gran col·lecció de teixits al Museu Zoològic i ha estat autor o coautor de diverses publicacions bioacústiques i articles conjunts en revistes científiques.
Des de l'any 1998 treballa amb la Fundació de Conservació Jocotoco en la conservació d'aus equatorianes, prestant especial atenció a l'Atlapetes pallidiceps, que buscava durant diversos anys. Es temia que l'espècie s'extingís, però finalment va trobar una petita població l'any 1998. Només quedaven de 10 a 22 parelles, però a causa dels esforços de conservació, ara s'està recuperant, amb c. 100 parelles comptades des del 2009, quan la reserva es va saturar de territoris.

## Espècies d'ocells descrites per o amb Niels Krabbe
- Tapacul del Chocó (Scytalopus chocoensis) (1997)
- Tapacul de Parker (Scytalopus parkeri) (1997)
- Tapacul de Robbins (Scytalopus robbinsi) (1997)
- Xanca de Ridgely (Grallaria ridgelyi) (1999)
- Formigueret gorjatacat occidental (Myrmotherula fjeldsaai) (1999)
- Elènia dels turons (Myiopagis olallae) (2001)
- Tapacul de l'alt Magdalena (Scytalopus rodriguezi) (2005)
- Tapacul de Stiles (Scytalopus stilesi) (2005)
- Xot de Santa Marta (Megascops gilesi) (2017)
- Colibrí de gola blava (Oreotrochilus cyanolaemus) (2018)
- Tapacul d'Ampay (Scytalopus whitneyi) (2020)
- Cistícola cuablanca (Cisticola anderseni) (2021)
- Cisticola bakerorum (Cisticola bakerorum) (2021)

## Subespècies d'ocell descrites per o amb Niels Krabbe
- Miner becllarg (Geositta tenuirostris kalimayae) (1992)
- Arremonops conirostris (Arremonops conirostris pastazae) (2008)
- Tapacul de páramo (Scytalopus opacus androstictus) (2010)
- Colibrí amazília de costa (Amazilia amazilia azuay) (2010)
- Xot de Koepcke (Megascops koepckeae hockingi) (2012)

## Alguns canvis taxonòmics ornitològics fets per o amb Niels Krabbe
- Lluer andí (Sporagra spinescens capitanea) (1994)
- Tapacul cantaire (Scytalopus parvirostris) (1997)
- Tapacul de Sclater (Scytalopus micropterus) (1997)
- Tapacul de Bolívia (Scytalopus bolivianus) (1997)
- Tapacul de coroneta blanca (Scytalopus atratus) (1997)
- Tapacul de Santa Marta (Scytalopus sanctaemartae) (1997)
- Tapacul frontargentat (Scytalopus argentifrons chiriquensis) (1997)
- Tapacul de Nariño (Scytalopus vicinior) (1997)
- Tapacul de Mèrida (Scytalopus meridanus) (1997)
- Tapacul de Caracas (Scytalopus caracae) (1997)
- Tapacul d'Spillmann (Scytalopus spillmanni) (1997)
- Tapacul cellablanc (Scytalopus superciliaris) (1997)
- Tapacul de Zimmer (Scytalopus zimmeri) (1997)
- Tapacul de la puna (Scytalopus simonsi) (1997)
- Tapacul de Vilcabamba (Scytalopus urubambae) (1997)
- Tapacul de la boirina (Scytalopus altirostris) (1997)
- Tapacul d'Ancash (Scytalopus affinis) (1997)
- Tapaculo del Paramillo (Scytalopus canus) (1997)
- Tapaculo de matollar (Scytalopus griseicollis) (1997)
- Tapacul fosc (Scytalopus fuscus) (1997)
- Tapacul de Tschudi (Scytalopus acutirostris) (1997)
- Tapacul negrós (Scytalopus latrans) (2001)
- Tinamú ornat (Nothoprocta kalinowskii) (2005)
- Colibrí inca d'Antioquia (Coeligena orina) (2005)
- Colibrí puntablanc oriental (Urosticte ruficrissa) (2006)
- Plegafulles de Santa Marta (Clibanornis rufipectus) (2008)
- Tapacul del páramo (Scytalopus opacus) (2010)
- Formiguer riberenc (Cercomacra fuscicauda) (2014)
- Toquí pissarrós (Atlapetes taczanowskii) (2015)
- Toquí del Chocó (Atlapetes crassus) (2015)
- Elènia menuda de l'Equador (Elaenia brachyptera) (2015)

## Publicacions escrites o com coautor per Niels Krabbe
Llibres:
- Fjeldså, J. & Krabbe, N. 1990. Birds of the high Andes. Copenhagen: Zoological Museum, University of Copenhagen, and Svendborg, Denmark: Apollo Books.
- Collar, N. J., Gonzaga, L. P., Krabbe, N., Madroño Nieto, A., Naranjo, L. G., Parker III, T. A. & Wege, D. C. 1992. Threatened Birds of the Americas. Cambridge, U.K.: International Council for Bird Preservation.
- Krabbe, N. K. & Schulenberg, T. S. 2003. Families Formicariidae (ground antbirds) and Rhinocryptidae (tapaculos). Pp. 682 – 731 and 748 – 787 in J. del Hoyo, A. Elliott and D. Christie, eds. Handbook of the Birds of the World. Vol. 8. Barcelona, Spain: Lynx Edicions.